# Płociczno (Ełk)

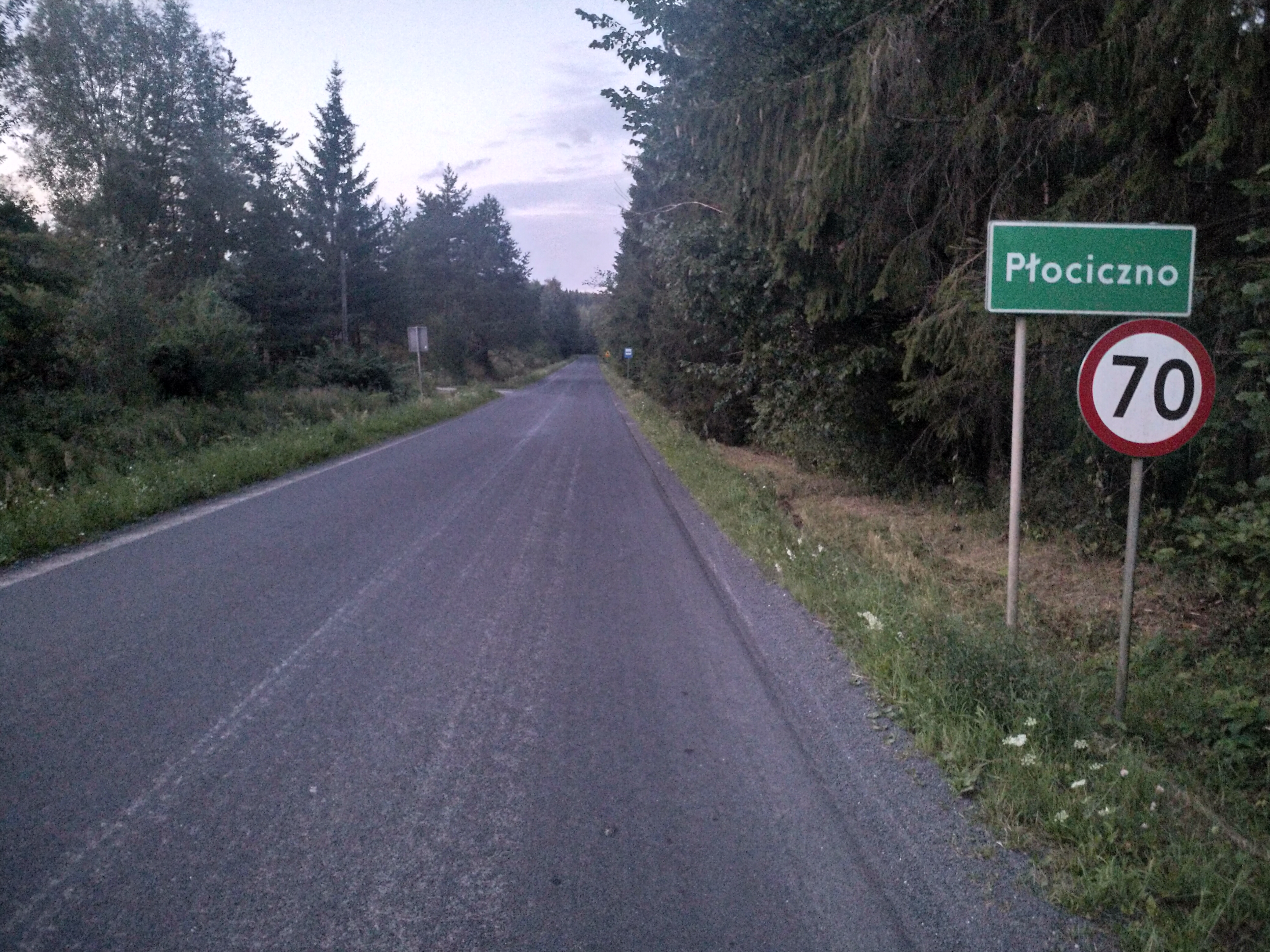
Płociczno (2024)

Płociczno (deutsch Plotzitznen, 1938 bis 1945 Bunhausen) ist ein Dorf in der polnischen Woiwodschaft Ermland-Masuren, das zur Gmina Ełk (Landgemeinde Lyck) im Powiat Ełcki (Kreis Lyck) gehört.

## Geographische Lage
Płociczno liegt östlich des Plotzitzner Sees (1938 bis 1945: Bunhauser See, polnisch Jezioro Płociczno) im Osten der Woiwodschaft Ermland-Masuren, neun Kilometer nördlich der Kreisstadt Ełk (Lyck).

## Geschichte
Das nach 1785 Groß Plocitznen, bis 1938 Plotzitznen genannte Dorf wurde im Jahre 1428 gegründet. 
Von 1874 bis 1945 war es in den Amtsbezirk Soffen (polnisch Krokocie) eingegliedert, der zum Kreis Lyck im Regierungsbezirk Gumbinnen (ab 1905: Regierungsbezirk Allenstein)in der preußischen Provinz Ostpreußen gehörte.
Im Jahr 1910 waren in Plotzitznen 276 Einwohner gemeldet. Ihre Zahl verringerte sich bis 1933 auf 263 und belief sich 1939 auf 265. Aufgrund der Bestimmungen des Versailler Vertrags stimmte die Bevölkerung im Abstimmungsgebiet Allenstein, zu dem Plotzitznen gehörte, am 11. Juli 1920 über die weitere staatliche Zugehörigkeit zu Ostpreußen (und damit zu Deutschland) oder den Anschluss an Polen ab. In Plotzitznen stimmten 220 Einwohner für den Verbleib bei Ostpreußen, auf Polen entfielen keine Stimmen.
Am 3. Juni 1938 wurde Plotzitznen aus politisch-ideologischen Gründen der Abwehr fremdländisch klingender Ortsnamen in „Bunhausen“ umbenannt. In Kriegsfolge kam es 1945 mit dem gesamten südlichen Ostpreußen zu Polen und trägt seither die polnische Namensform „Płociczno“. Heute ist der Ort Sitz eines Schulzenamtes (polnisch Sołectwo) und damit eine Ortschaft im Verbund der Gmina Ełk im Powiat Ełcki, vor 1998 der Woiwodschaft Suwałki, seitdem der Woiwodschaft Ermland-Masuren zugehörig.

## Religionen
Bis 1945 war Plotzitznen in die evangelische Kirche Stradaunen in der Kirchenprovinz Ostpreußen der Kirche der Altpreußischen Union sowie in die katholische Kirche St. Adalbert in Lyck im Erzbistum Ermland eingepfarrt.
Heute gehört Płociczno zur katholischen Pfarrei Straduny im Bistum Ełk der Römisch-katholischen Kirche in Polen. Die evangelischen Einwohner halten sich zur Kirchengemeinde in Ełk, einer Filialgemeinde der Pfarrei Pisz (deutsch Johannisburg) in der Diözese Masuren der Evangelisch-Augsburgischen Kirche in Polen.

## Verkehr
Płociczno liegt an einer Nebenstraße, die von der polnischen Landesstraße 65 (frühere deutsche Reichsstraße 132) bis nach Romejki (Rumeyken) führt. Außerdem verbindet ein Landweg den Ort mit Przykopka (Przykopken, 1927 bis 1945 Birkenwalde). 